# Uzdatnianie wody
Uzdatnianie wody – proces polegający na doprowadzeniu zanieczyszczonej wody do stanu czystości wymaganego dla danego zastosowania.
Skład elementarnych procesów uzdatniania wody dobiera się zgodnie z zastosowaniem produktu finalnego. Procesy te przeprowadza się najczęściej w stacjach uzdatniania wody ("SUW"). Głównymi metodami pozyskiwania wody uzdatnionej są:
- sedymentacja - oddzielanie cząstek stałych (lub cięższych) poprzez ich opadanie podczas powolnego ruchu wody (stawy, odstojniki)[1], niekiedy w połączeniu z wcześniejszą koagulacją[2]
- odżelazianie
- zmiękczanie, np. zmiękczanie jonitowe
- demineralizacja, np. poprzez destylację
- filtracja – mineralna, węglowa, mechaniczna
- dezynfekcja – chemiczna (ozonowanie, chlorowanie, fluorowanie), promieniowaniem UV
- odwrócona osmoza (RO)
- aeracja

Wodę uzdatnia się dla potrzeb komunalnych (woda wodociągowa, woda pitna), przemysłu (woda przemysłowa, w szczególności spożywczego), medycyny i farmacji.